# Yacine Bentaala
Yacine Bentaala (ur. 24 września 1955) – algierski piłkarz występujący na pozycji bramkarza. Uczestnik Mistrzostw Świata 1982.

## Kariera klubowa
Podczas Mistrzostw Świata 1982 reprezentował barwy klubu NA Hussein Dey. Grał również w takich klubach jak: UPC Salembier, RS Kouba, USM Algier i Al-Wasl Dubaj.

## Kariera reprezentacyjna
Z reprezentacją Algierii uczestniczył w zwycięskich eliminacjach do Mistrzostw Świata 1982. Na Mundialu był rezerwowym i nie wystąpił w żadnym meczu.